# Tolimicola monticulata
Tolimicola monticulata är en fjärilsart som beskrevs av J. Peter Maassen 1890. Tolimicola monticulata ingår i släktet Tolimicola och familjen tandspinnare. Inga underarter finns listade i Catalogue of Life.